# Poveste din Philadelphia
Poveste din Philadelphia (1940) este un film romantic al anilor ‘40, cu Katharine Hepburn, James Stewart și Cary Grant în rolurile principale, ce are la bază o piesă de succes montată pe Broadway.

## Acțiunea
1. ↑   https://www.loc.gov/programs/national-film-preservation-board/film-registry/complete-national-film-registry-listing/, accesat în 25 octombrie 2022 Lipsește sau este vid: |title= (ajutor)